# Cultura e psicologia positiva
As diferenças culturais podem interagir com a psicologia positiva para criar uma grande variação, potencialmente impactando as (possíveis) intervenções da psicologia positiva. A cultura influencia como as pessoas procuram a ajuda psicológica, suas definições de estrutura social e estratégias de enfrentamento.

## Visão geral
Pesquisas mostram que os fatores culturais afetam as noções de felicidade percebidas pelo sujeito.. A literatura geral atual discute a psicologia positiva em duas categorias: a Ocidental e a Oriental. O psicólogo cultural Richard Shweder argumenta que esses fatores ajudam a moldar o que as pessoas consideram bom, moral e virtuoso. Os ocidentais procuram recompensas mais no plano físico, enquanto os orientais procuram transcender o plano físico para um espiritual. A literatura ocidental geralmente enfatiza a autonomia, a individualidade e a satisfação pessoal, enquanto os trabalhos orientais geralmente se concentram na harmonia, cooperação coletiva e satisfação do grupo 
Apesar das diferenças culturais em muitos conceitos de interesse para a psicologia positiva, a esmagadora maioria dos estudos de intervenção são conduzidos com amostras retiradas de culturas ocidentais.
Estudos recentes indicam que a felicidade é um conceito relativamente novo na psicologia positiva e que o significado por trás da psicologia positiva é mais complexo do que se pensava. Para o propósito de estudo, a felicidade foi dividida em dois fatores diferentes: endogênica e exogênica. Apesar da influência de fatores externos (exogênicos) na felicidade de um indivíduo, está comprovado que fatores externos formam os alicerces da felicidade. Com essas novas descobertas, os pesquisadores dividiram as bases biológicas em várias categorias, a fim de entender melhor como os fatores endogênicos desempenham um papel na felicidade de um indivíduo. As categorias que os pesquisadores selecionaram para examinar foram genética, glândulas endócrinas, hormônios, saúde física, cérebro e neurotransmissores, tipologia e atratividade. É importante notar que os estudos com gêmeos mostraram que entre 35 a 50 por cento da felicidade se deve a fatores genéticos.

## História
No final dos anos 1800 e no início dos anos 1900, antropólogos e psicólogos usaram raça e cultura como fatores que influenciam comportamentos e atitudes positivos e negativos. Isso levou a uma perspectiva culturalmente deficiente, usada por alguns grupos para afirmar o domínio sobre outros por meio da eugenia . Os psicólogos americanos G. Stanley Hall e Henry Goddard Hall estavam entre algumas das figuras notáveis a adotar essa visão. Em meados do século XX, o ponto de vista dominante era que a cultura não predeterminava os resultados da vida; em vez disso, as diferenças eram consequência de fatores ambientais. A perspectiva culturalmente diferente afirma que pontos fortes únicos podem ser destacados dentro de cada cultura.
David Satcher foi um dos primeiros a enfatizar as influências da cultura na saúde mental. As diferenças culturais ocorrem entre e dentro das nações. Os psicólogos sociais apoiaram a noção de que os humanos são " animais sociais ".

## Teorias principais
Os psicólogos Charles R. Snyder, Shane J. Lopez e Jennifer T. Pedrotti identificam duas grandes tradições ocidentais influentes - ateniense e judaico-cristã - e quatro grandes tradições orientais - confucionismo ( China ), taoísmo (China), budismo ( Japão ), e Hinduísmo ( Sudeste Asiático ) - relevante para a psicologia positiva.

### Filosofia ocidental
- A visão ateniense (sustentada por Aristóteles e Platão ) origina-se da discussão da virtude e da força humana. Ele enfatiza a importância de uma comunidade política, ou " polis ", e afirma que as pessoas com boas virtudes humanas se organizam em uma sociedade e são modelos de bom comportamento.[10]
- A abordagem judaico-cristã discute a importância das virtudes da fé, esperança, caridade, fortaleza, justiça, temperança e sabedoria. Afirma que as leis e rituais servem para cultivar forças na sociedade.[10]

### Filosofia oriental
- O confucionismo enfatiza que liderança e educação são fundamentais para a moralidade. A ênfase é colocada em cuidar dos outros dentro do grupo. As virtudes são usadas para alcançar a iluminação ou a boa vida[11].
- O taoísmo retrata o conceito de "O Caminho", referindo-se simultaneamente a direção, movimento, método e pensamento. Tao é a energia que envolve e flui através de todos, e O Caminho deve ser alcançado por meio da experiência, ao invés do ensino sozinho[12].
- O budismo se refere aos ensinamentos do " Iluminado ", que afirmam que a vida é cheia de sofrimento causado pelo desejo e apego humanos. Existe, no entanto, um possível fim para o sofrimento por meio da transcendência e da compreensão final . As virtudes são de extrema importância e incluem amor, alegria, compaixão e compostura[13]
- O hinduísmo enfatiza a interconexão de todas as coisas . Ele defende a união harmoniosa entre todos os indivíduos, que devem se esforçar para o aperfeiçoamento final e também encorajados a serem bons para os outros. Boas ações são motivadas pelo processo de carma.[13]

### Diferenças culturais no conceito de bem-estar
Joshanloo (2014) identifica e discute seis grandes diferenças entre as concepções ocidentais e não ocidentais de bem-estar. Sua análise é baseada em sua pesquisa dos relatos de felicidade e funcionamento ideal fornecidos nas tradições ocidentais e não ocidentais, incluindo o hinduísmo, o budismo, o taoísmo, o confucionismo e o sufismo . Esses seis principais domínios de diferença são os seguintes:

### Pontos de vista dentro da psicologia positiva
Existem diferentes abordagens no campo da psicologia positiva. Com o apoio em várias fontes, Bacon. apresenta a ideia de que existem duas "culturas" na psicologia positiva, ou duas maneiras diferentes de ver a construção da psicologia positiva de forças pessoais: cultura de foco e cultura de equilíbrio. Na cultura de foco, os indivíduos estão focados em desenvolver e expressar seus pontos fortes pessoais. A cultura de equilíbrio é orientada para equilibrar e trazer harmonia dentro de si mesmo e entre os outros. Bacon argumenta que os indivíduos que atribuem à cultura de foco serão diferentes em sua experiência de vida e caminho de vida do que aqueles que acreditam na cultura de equilíbrio Bacon acredita que os pontos fortes podem ser classificados nessas duas culturas e explica em profundidade porque a criatividade é a força prototípica na cultura de foco e porque a sabedoria representa uma força ideal na cultura do equilíbrio. Em vez de vincular a cultura a um determinado grupo étnico ou cultural, Bacon e outros argumentam que existem duas culturas diferentes, ou escolas de pensamento, dentro da psicologia positiva. Essas duas culturas refletem uma nova forma de categorizar os pontos fortes (Bacon, 2005).

## Abordagens
Existem duas abordagens principais para a psicologia positiva transcultural. Uma perspectiva, denominada 'culturalmente livre', acredita que existem inúmeras qualidades humanas que são valorizadas universalmente e que a busca pela felicidade é comum em todas as culturas. Os defensores deste lado vêem sua abordagem como descritiva e objetiva, alegando que seus resultados "transcendem culturas e políticas particulares e abordam a universalidade". A outra abordagem vê os valores como culturalmente incorporados, o que significa que os valores culturais dos pesquisadores influenciam seu trabalho. O Manual Diagnóstico e Estatístico 5 (DSM-V) adota essa visão e inclui informações ao longo do manual para aumentar a sensibilidade cultural e promover a consciência de uma perspectiva multicultural na prática clínica. Algumas das informações adicionais incluem insights sobre as diferenças culturais nos principais sintomas dos transtornos, bem como sugestões sobre como levar em consideração o contexto cultural durante o tratamento.
Além disso, as tradições ocidentais criam sociedades mais individualistas, enquanto as tradições orientais fomentaram sociedades mais coletivistas. As culturas individualistas valorizam o eu acima do grupo. As culturas coletivistas valorizam o grupo acima do indivíduo.
Existem diferenças distintas entre os processos de pensamento usados por ocidentais e orientais, resultando em visões de mundo diferentes.  Por exemplo, na busca da felicidade, os ocidentais dão prioridade à " vida, liberdade e a busca da felicidade ", bem como ao pensamento direcionado a um objetivo. Os orientais, por outro lado, podem aceitar melhor sua situação e colocar mais peso no equilíbrio da vida interior. A virtude da harmonia parece ser um pilar da cultura oriental . 
Edward C. Chang fez uma série de estudos quantitativos para mostrar a importância de compreender a equivalência de características e construções entre grupos culturais. Por exemplo, os asiático-americanos eram mais pessimistas do que os caucasianos, mas os dois grupos não eram tão diferentes em seus níveis de otimismo.
Joseph G. Ponterotto et al. sugeriram que a capacidade de "navegar" por difrentes locais e se adaptar ao contexto cada vez mais diversificado do mundo é um ponto forte importante. Diz-se que as pessoas em alto escalão têm "personalidades multiculturais". Ele se ajusta às diferenças entre as culturas. Kristoffer G. van der Zee e Jan P. van Oudenhoven criaram o Questionário de Personalidade Multicultural (MPQ) e identificaram cinco fatores que descrevem o estilo de personalidade: empatia cultural, mente aberta, estabilidade emocional, iniciativa e flexibilidade. Isso pode se correlacionar com maior bem-estar.
A pesquisadora de psicologia Daphna Oyserman e seus colegas defendem uma visão menos estática de culturas separadas (Oriente vs. West), e sugere explorar maneiras mais dinâmicas de explicar as maneiras como essas culturas operam. Culturas diferentes podem operar juntas, em vez de serem vistas como conflitantes (não é "eu versus nós").

## Principais descobertas empíricas
Tem havido um esforço recente de pesquisadores para explorar como os conceitos da Psicologia Positiva diferem entre as culturas, bem como como a cultura influencia a maneira como os indivíduos veem a vida boa.
Por exemplo, o capítulo de Snyder (2009). explora a maneira como a cultura afeta a psicologia positiva. Mais especificamente, Snyder reconhece o fato de que a cultura impacta a compreensão individual dos pontos fortes e fracos. Snyder afirma que é importante compreender o corte transversal da psicologia positiva e da cultura, porque permite não apenas compreender as pessoas dentro de uma cultura, mas também permite que se apreciem pessoas de diferentes diferentes. Snyder descreve duas escolas de pensamento no campo da psicologia positiva que dizem respeito a como devemos ver os pontos fortes dentro de um contexto cultural: sem cultura e a perspectiva culturalmente incorporada. Aqueles que acreditam na perspectiva livre de cultura acreditam que os pontos fortes não são afetados pela cultura e que existem pontos fortes universais. A perspectiva culturalmente inserida argumenta que é preciso levar em conta a cultura quando se considera os pontos fortes, porque eles acreditam que os pontos fortes se manifestam de forma diferente em diferentes culturas (Snyder, 2009)
A meta-análise de Dahlsgaard, Peterson e Seligman (2005). apresenta evidências históricas e psicológicas que apóiam a afirmação de que existem virtudes universais em todas as culturas. Eles são coragem, justiça, humanidade, temperança, sabedoria e transcendência. Esses autores observam que essas virtudes foram representadas em textos antigos do confucionismo, taoísmo, budismo, hinduísmo, cristianismo, islamismo, judaísmo e de estudiosos atenienses. Cada uma dessas virtudes essenciais foi representada nessas escolas de pensamento e tornou-se arraigada nas sociedades e culturas que seguem essas religiões e sistemas de crenças. Assim, essas virtudes essenciais de coragem, justiça, humanidade, temperança, sabedoria e transcendência são valorizadas igualmente entre essas diferentes culturas
Outra virtude apresentada por Seligman para obter uma vida boa é o perdão . Pesquisadores anteriores não examinaram extensivamente como o perdão ocorre em culturas não ocidentais, mas a virtude é um valor muito culturalmente embutido. A pesquisa que explorou a virtude do perdão em culturas não ocidentais descobriu que não há diferenças significativas nos níveis gerais de perdão, mas as razões por trás do perdão e o significado do perdão variam entre as culturas coletivista e individualista. Por exemplo, o perdão em culturas individualistas é focado em um indivíduo específico, enquanto as culturas orientais vêem o perdão em um contexto comunitário mais amplo. Visto que o perdão é uma virtude fundamental na psicologia positiva e um tópico relevante no aconselhamento, é importante pesquisar o perdão mais profundamente em uma variedade de culturas para compreender melhor como as diferentes culturas vêem o perdão.
Em estudos que destacam as diferenças entre as culturas ocidental e oriental, foram encontradas discrepâncias em valores e emoções ao comparar os Estados Unidos e a China. Muitas vezes se conclui que as pessoas nas culturas orientais são menos felizes do que nas culturas ocidentais, mas pesquisas indicam que há mais valor atribuído ao sofrimento e à transcendência nas culturas orientais do que nos Estados Unidos.  Também é comumente acreditado que há menos felicidade experimentada pelas pessoas nas culturas orientais porque há menos individualidade, mas as culturas orientais são socializadas em uma mentalidade muito mais coletivista e se desenvolvem em adultos que estão mais preocupados em encontrar um lugar em a comunidade em vez de se destacar, como os americanos.  Essas diferenças em particular indicam que deve haver mais pesquisas sobre as diferenças culturais para evitar erros na classificação do comportamento e funcionamento psicológico.
A revisão da literatura de Kubokawa e Ottaway examina como as emoções variam entre as culturas, sugerindo que as aplicações da psicologia positiva precisam se adaptar a diferentes contextos culturais. Os autores usam a autocrítica como exemplo: a autocrítica é considerada prejudicial ao bem-estar de alguém nas culturas ocidentais, enquanto as culturas coletivistas valorizam a autocrítica como uma ferramenta importante para o crescimento pessoal e a consideram útil no alinhamento com as normas sociais (Heine et al., 2001). Os autores também discutem um estudo realizado em asiático-americanos e caucasianos que examinou o otimismo e o pessimismo. O estudo descobriu que, embora os asiático-americanos tenham uma classificação mais elevada em pessimismo do que os caucasianos, eles não diferiam nos níveis de sintomas depressivos, indicando que a associação entre pessimismo e depressão pode não se aplicar às culturas asiáticas da mesma forma que se aplica às culturas ocidentais. Em geral, muitas emoções negativas nas culturas ocidentais não têm as mesmas conotações nas culturas do Leste Asiático, levando os autores a sugerir que a classificação de certas emoções como positivas e negativas não é universal, e que a pesquisa em psicologia positiva deve atender a esses aspectos culturais .
Kubokawa e Ottaway também apresentam pesquisas que desacreditam a relevância cultural da Values in Action Classification of Strengths (VIA) criada por Peterson e Seligman. Peterson e Seligman (2004) identificaram seis forças e virtudes de personagens universais que são valorizadas por todas as culturas: coragem, justiça, humanidade, temperança, sabedoria e transcendência. Essas virtudes, por sua vez, os levaram a criar um subconjunto de 24 forças comuns a todas as culturas. No entanto, Christopher e Hickinbottom (2008) argumentam que a Classificação de Pontos Fortes da VIA é uma simplificação excessiva das culturas e que, embora os valores possam ser semelhantes entre as culturas, o significado que Peterson e Seligman atribuíram a eles são orientados para o Ocidente e podem não ser bem traduzidos em culturas mais coletivistas.

### Diferenças culturais e a boa vida
Pesquisas anteriores demonstraram que a vida boa, conforme definida pelo bem-estar subjetivo, está enraizada em formas predominantemente ocidentais de pensar.  Mas, ao longo da história, o bem-estar subjetivo muitas vezes se tornou menos vital em comparação com as necessidades da comunidade em geral. Essa mudança faz com que os indivíduos sintam um bem-estar subjetivo em resposta ao sucesso de sua comunidade, e não a partir de suas experiências individuais. Por exemplo, o povo de Bali vê a vida como tendo duas esferas, a vida cotidiana e o mundo espiritual. Devido a essa dicotomia, é difícil examinar o bem-estar subjetivo sem considerar os dois reinos, o que ocorre quando a psicologia positiva usa formas ocidentais de pensar sobre o mundo.
Outra diferença cultural em como se conceitua a vida boa pode ser vista nas crenças da tribo Apsáalooke, uma tribo nativa americana nos Estados Unidos. A pesquisa mostrou que para os membros da tribo Apsáalooke, a satisfação com a vida está profundamente enraizada na crença de que a vida de uma pessoa está entrelaçada com a de outras em sua tribo. Devido a esse sentimento de coletividade, obtém-se satisfação em ajudar os outros. Este exemplo é apenas um dos muitos em que outras culturas diferem no conceito de satisfação do conceito de satisfação em uma cultura individualista.
Além disso, uma diferença entre culturas coletivistas e individualistas é a conceituação de emoções positivas e negativas, incluindo felicidade. Por exemplo, pesquisas indicam que o individualismo modera a relação entre hedonismo e felicidade, de forma que o hedonismo está mais fortemente relacionado à felicidade em culturas mais individualistas (versus coletivistas). Em culturas individualistas, os indivíduos tentam evitar emoções negativas, mas nas comunidades orientais, algumas emoções negativas são vistas como uma virtude. Um exemplo disso é que as culturas coletivistas valorizam a vergonha porque a veem como uma oportunidade para se aprimorarem. Portanto, quando as conceituações ocidentais são aplicadas às culturas orientais, os pesquisadores correm o risco do imperialismo psicológico.
Como a cultura do consumismo se relaciona com a psicologia positiva? Pesquisas anteriores mostraram que a cultura do consumo e a busca por objetivos extrínsecos levam à diminuição do bem-estar, em comparação com a busca por objetivos intrínsecos que levam a um aumento do bem-estar. Essas descobertas não ocorrem apenas na América, mas os mesmos resultados ocorreram em amostras de vários países, incluindo Romênia, Alemanha, Rússia, Singapura e Coreia do Sul. Esses países representam culturas individualistas e coletivistas, o que demonstra que um possível universal na psicologia positiva entre as culturas é a importância da busca por objetivos intrínsecos.

### Diferenças culturais em bem-estar, significado e esperança
Maygar-Moe, Owens e Conoley identificaram considerações culturais específicas que afetam como os profissionais devem se envolver com conceitos e teorias em psicologia positiva em ambientes de aconselhamento. A revisão da literatura aborda especificamente o bem-estar, o significado e a esperança.
Bem estar
Culturas ricas e individualistas experimentam níveis mais elevados de bem-estar social do que culturas desprivilegiadas e coletivistas (Diener, Diener e Diener, 1995). A autoestima também foi mais preditiva da satisfação com a vida em culturas individualistas do que em culturas coletivistas (Suh, Diner, Oishi e Triadis, 1998).

#### Significado
A pesquisa sugere que a busca de significado é vista de forma mais positiva na cultura interdependente: Steger, Kawabata, Shimai e Otake (2008) descobriram que ao comparar o Japão (exemplo de cultura interdependente) e os EUA (exemplo de cultura independente), a amostra japonesa foi alto em busca de significado, enquanto a amostra dos Estados Unidos foi maior em experimentar significado. Além disso, a busca de significado na amostra japonesa foi positivamente relacionada à presença de significado, ao contrário da amostra norte-americana. A pesquisa também indica que os níveis nacionais de globalização podem moderar a relação entre "pensar sobre o significado da vida" e a satisfação com a vida. Ou seja, em culturas mais globalizadas essa relação é negativa, enquanto em culturas menos globalizadas essa correlação é positiva.

#### Ter esperança
Maygar-Moe, Owens e Conoley argumentam que, embora pesquisas anteriores apóiem a ideia de que a esperança é universalmente uma expectativa positiva variavelmente, o cultivo da esperança varia com base na constituição cultural.  Americanos europeus - a satisfação com a vida serve como uma fonte de esperança agente e descobriu-se que o afeto positivo prediz caminhos de esperança. Portanto, os europeus americanos se beneficiariam mais com intervenções que melhorassem a satisfação com a vida e o afeto positivo (Chang & Banks, 2007). Afro-americanos - a falta de orientação negativa para o problema foi o preditor mais forte para agente, e a orientação positiva para o problema foi o melhor preditor do pensamento de caminhos. Portanto, os afro-americanos se beneficiariam melhor com intervenções que reduzissem simultaneamente uma orientação negativa para o problema e aumentassem uma orientação positiva para o problema (Chang & Banks, 2007).
Latinos - a satisfação com a vida foi o único preditor do pensamento de caminhos, e a resolução racional de problemas foi o melhor preditor do pensamento agente, portanto, os latinos se beneficiariam mais de intervenções que visam aumentar a resolução racional de problemas e que levariam a uma maior satisfação com a vida (Chang & Banks, 2007).
Asiático-americanos - a orientação positiva para o problema foi o preditor mais forte do pensamento de caminhos, enquanto o afeto positivo foi o mais forte preditor do pensamento agente. Portanto, os ásio-americanos se beneficiariam melhor de intervenções que promovam um afeto positivo e uma orientação positiva para o problema (Chang & Banks, 2007).

## Aplicações
Intervenções psicoeducacionais e de aconselhamento culturalmente apropriadas se beneficiariam de mais pesquisas empíricas sobre psicologia positiva culturalmente incorporada. Estudos transculturais ajudariam na aplicação de tratamento psicológico e recuperação, junto com a melhoria da compreensão geral da psique de diversas populações de pessoas. Isso não é importante apenas para as diferenças entre as civilizações ocidental e oriental, mas tem implicações para os vários grupos culturais e étnicos dentro dos Estados Unidos da América, uma sociedade que foi considerada um " caldeirão " e lutou com essas questões ao longo da história . Um aspecto importante da cultura americana que deve ser abordado é o consumismo. Uma vez que os efeitos negativos da cultura de consumo transcendem culturas específicas, ela pode se tornar um tema comum nas práticas de aconselhamento da psicologia positiva para encorajar a busca de valores intrínsecos e a boa vida, e evitar a busca por objetivos extrínsecos e a vida de "bens".
Além disso, uma abordagem culturalmente incorporada permitiria aos profissionais fora do campo da saúde mental utilizar metodologia e conceitos da psicologia para motivar e ajudar as pessoas. Especificamente, os empregadores em qualquer área de negócios seriam capazes de encontrar técnicas culturalmente apropriadas para encorajar os funcionários a se engajarem melhor em suas carreiras e a encontrarem significado em seu trabalho. Isso pode ser aplicado com eficácia aos grupos de redes culturais que muitas empresas organizam para funcionários, como redes de mulheres e afro-americanas, que permitem que funcionários e empregadores aumentem a compreensão das perspectivas e da sensibilidade cultural no local de trabalho.
Além disso, professores e administradores estariam melhor equipados para lidar com questões de desempenho educacional e desenvolvimento comportamental entre diversos grupos de alunos. Uma vez que atualmente há fortes críticas ao sistema de ensino público para a lacuna de desempenho entre os alunos com base na raça e nível socioeconômico, seria especialmente útil para as autoridades educacionais entender as disparidades que os alunos podem enfrentar devido a aspectos de sua formação. Os professores se beneficiariam em saber como promover melhor o amor pelo aprendizado, criatividade, otimismo, resiliência, liderança e trabalho em equipe em diversos grupos de alunos, a fim de prepará-los para realizações no futuro. O conceito de realização está ligado aos tópicos mencionados para muitas crianças. Quando o desempenho parece possível para todos os alunos, independentemente de suas origens culturais, é mais provável que eles busquem alcançá-lo persistentemente.

### Aplicações da teoria dos pontos fortes entre as culturas
As virtudes e os pontos fortes são valorizados de maneira diferente nas culturas, o que, por sua vez, significa que as tentativas de construir pontos fortes usando a psicologia positiva em ambientes de aconselhamento só podem ter sucesso se incluírem importantes considerações culturais. Por exemplo, Chang (1996) descobriu que os americanos de origem asiática relataram níveis mais elevados de pessimismo do que os caucasianos; no entanto, nessa população, o pessimismo não contribuiu para a depressão e foi associado a estratégias positivas de resolução de problemas. Isso sugere que, embora o pessimismo seja considerado uma fraqueza em algumas culturas, ele pode na verdade servir como um ponto forte em outras: o pessimismo defensivo, por exemplo, leva as pessoas a estabelecerem expectativas mais baixas para si mesmas. Isso apóia a ideia de que as aplicações da psicologia positiva para cultivar forças precisam ser alteradas para se adequar às origens culturais dos clientes.

## Controvérsias

### Exagero de diferenças de amostra e coorte
Diferenças individuais na maneira como as pessoas experimentam emoções positivas e negativas afetam os resultados do estudo de uma forma que torna as diferenças de amostra e coorte menos importantes do que o estresse do estudo. Mais especificamente, a concepção do self é a chave na psicologia positiva, e as diferenças transculturais na concepção do self tornam difícil generalizar os resultados. Essas diferenças individuais costumam ser responsáveis por muitas das variações entre os grupos e muitas vezes não são levadas em consideração.

### Medição não-padronizada de emoção
Os dois primeiros problemas convergem para uma questão ainda maior: a medição da emoção está longe de ser precisa. No entanto, muitos estudos e pesquisadores usam "listas de verificação e questionários excessivamente simples, sem acompanhamento ou exploração de sua adequação".  Sem explorações aprofundadas, as possibilidades de encontrar observações sobre o fluxo de eventos em um encontro emocional são mínimas. Assim, com resultados muito subjetivos e a inadequação para descartar outras conexões causais, a medição da emoção positiva em si é falha. 
Com o aspecto cultural da psicologia positiva, os problemas consistem principalmente na definição de emoções positivas e noções de uma vida positiva. Muitos dos ideais associados a uma psicologia positiva são noções profundamente arraigadas nas culturas ocidentais e não se aplicam necessariamente a todos os grupos de pessoas. Em relação ao ponto anterior sobre medição de emoção positiva, muitas das condições sociais na medição de emoção são ignoradas .
"A psicologia positiva está fadada a ser limitada e etnocêntrica enquanto seus pesquisadores permanecerem inconscientes dos pressupostos culturais subjacentes a seu trabalho."  Uma grande parte da literatura debate se a psicologia positiva é inatamente livre de cultura ou inserida na cultura. Aqueles que defendem a psicologia positiva sem cultura afirmam que a felicidade é um traço universal, enquanto os defensores da psicologia positiva inserida na cultura acreditam que o contexto cultural alcança a felicidade de maneira diferente, dependendo de sua cultura.
Medidas não padronizadas de emoção também se devem ao fato de que experiências hedônicas agradáveis são expressas de maneiras muito diferentes entre os grupos culturais, dificultando a capacidade dos pesquisadores de escolher termos universais que descreverão com precisão essas experiências, sem desconsiderar completamente seu contexto cultural. Por exemplo, Mesquita e Frijda (1992) argumentam que a palavra "felicidade" não muda apenas entre as línguas, mas também descreve uma experiência emocional diferente. Em inglês, felicidade se refere a uma "experiência exuberante e de grande excitação", enquanto seu equivalente em hindi, sukhi, refere-se a uma experiência de paz e felicidade de baixa excitação, e no Quênia, para os Kipsigis, "felicidade" é uma falta de experiências negativas, indicando um estado de calma e tranquilidade. Isso torna difícil para os pesquisadores estudar a psicologia positiva entre as culturas, pois diferentes interpretações desses termos podem levar a suposições inválidas sobre emoções específicas.